# Ivo Cipci
Ivo Cipci (ur. 25 kwietnia 1933 w Splicie) – chorwacki piłkarz wodny. W barwach Jugosławii srebrny medalista olimpijski z Melbourne.
Zawody w 1956 były jego jedynymi igrzyskami olimpijskimi. Był srebrnym medalistą mistrzostw Europy w 1958 oraz złotym medalistą igrzysk śródziemnomorskich w 1963.